# Comtés de l'État du Dakota du Nord
L'État américain du Dakota du Nord est divisé en 53 comtés (counties).

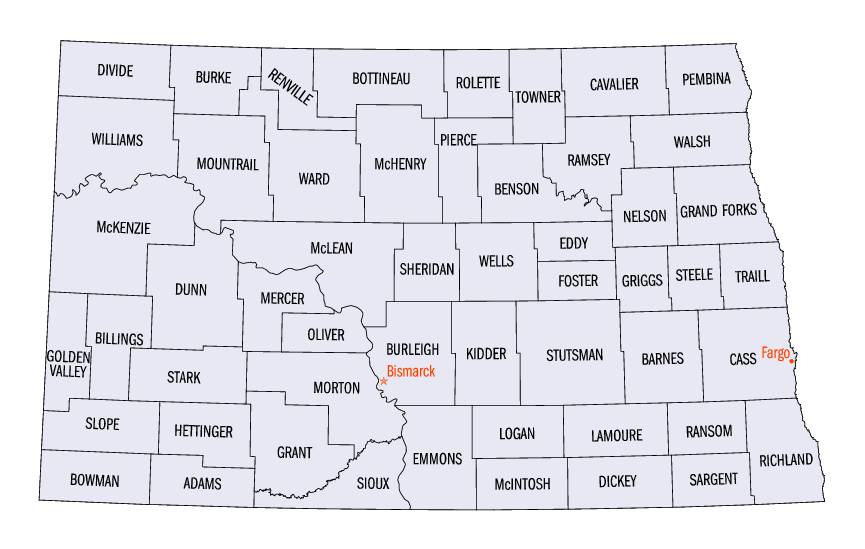
Carte des comtés du Dakota du Nord

## Liste des comtés
- Adams
- Barnes
- Benson
- Billings
- Bottineau
- Bowman
- Burke
- Burleigh
- Cass
- Cavalier
- Dickey
- Divide
- Dunn
- Eddy
- Emmons
- Foster
- Golden Valley
- Grand Forks
- Grant
- Griggs
- Hettinger
- Kidder
- LaMoure
- Logan
- McHenry
- McIntosh
- McKenzie
- McLean
- Mercer
- Morton
- Mountrail
- Nelson
- Oliver
- Pembina
- Pierce
- Ramsey
- Ransom
- Renville
- Richland
- Rolette
- Sargent
- Sheridan
- Sioux
- Slope
- Stark
- Steele
- Stutsman
- Towner
- Traill
- Walsh
- Ward
- Wells
- Williams